# 赖比尔·敖外鲁月
赖比尔·敖外鲁月(ربيع الأول )，伊斯兰历第三个月。
本月重大节日有：
- 本月8日——什叶派第十一位伊玛目哈珊‧阿斯卡里殉难。
- 本月12日——一些穆斯林庆祝穆罕默德的生日，但是也有人认为庆祝生日是违反伊斯兰教教义的。
- 本月17日——什叶派庆祝穆罕默德生日，同时这也是第六位伊玛目的生日。
- 本月18日——什叶派庆祝阿里之女Umm Khultum bint Ali的生日。
- 本月26日——阿布·塔里布·伊本·阿布杜尔·穆塔里布逝世纪念日。